# Littlest Pet Shop: A World of Our Own
Littlest Pet Shop: Nosso Mundo (em inglês:  Littlest Pet Shop: A World of Our Own) é uma série de desenho animado irlandesa-americana produzido pela Boulder Media Limited e Hasbro Studios baseada na franquia Littlest Pet Shop. A série é exibido pela Discovery Family nos Estados Unidos em 14 de abril de 2018.
No Brasil, estreou em 11 de junho de 2018 no Discovery Kids e estreou em 1 de junho de 2019 na Netflix, com primeiros 26 episódios.

## Enredo
Littlest Pet Shop: Nosso Mundo trata-se sobre Trip, Quincy, Jade, Roxie, Edie e Bev, seis animais de estimação que deixam o mundo humano através de um portal mágico que os leva ao Paw-Tucket, onde muitos animais de estimação podem se divertir.

## Personagens
- Roxie McTerrier
- Jade Catkin
- Trip Hamston
- Quincy Goatee
- Edie Von Keet
- Bev Gilturtle

## Elenco e Dublagem
| Ator/Atriz         | Personagem         | Dublagem         |               |
| Protagonistas      | Protagonistas      | Protagonistas    | Protagonistas |
| ------------------ | ------------------ | ---------------- | ------------- |
| Diana Kaarina      | Roxie McTerrier    | —                |               |
| Ingrid Nilson      | Jade Catkin        | Letícia Navas    |               |
| Travis Turner      | Trip Hamston       | —                |               |
| Kyle Rideout       | Quincy Goatee      | —                |               |
| Lili Beaudoin      | Edie Von Keet      | Krysna Dias      |               |
| Rhona Rees         | Bev Gilturtle      | Fernanda Crispim |               |
| Recorrentes        |                    |                  |               |
| Bethany Brown      | Savannah Cheetaby  | —                |               |
| Diana Kaarina      | Petula Woolwright  | —                |               |
| Brittney Wilson    | Sweetie Pom Pom    | —                |               |
| Alessandro Juliani | Gavin Chamelle     | —                |               |
| Ian Hanlin         | Mitchell Snailford | —                |               |
| Vincent Tong       | Mister Yut         | Roy Fernandez    |               |
| Vincent Tong       | Scoot Racoonerson  | —                |               |
| Vincent Tong       | Austin Goldenpup   | —                |               |

| Créditos da dublagem | Brasil |
| -------------------- | ------ |
| Direção de Dublagem  | —      |
| Tradução             | —      |
| Diretora Criativa    | —      |
| Dublado nos Estúdios | —      |

## Episódios

### Resumo
| Temporadas | Temporadas | Episódios | Data de exibição     | Data de exibição    | Data de exibição     | Data de exibição    |
| Temporadas | Temporadas | Episódios | Início da temporada  | Fim da temporada    | Início da temporada  | Fim da temporada    |
| ---------- | ---------- | --------- | -------------------- | ------------------- | -------------------- | ------------------- |
|            | C-M        | 20        | 4 de outubro de 2017 | 24 de abril de 2018 | 4 de outubro de 2017 | 24 de abril de 2018 |
|            | 1          | 52        | 14 de abril de 2018  | –                   | 11 de junho de 2018  | –                   |

### Curtas-metragens (2017–18)

#### Curtas de "Littlest Pet Shop"
| #  | Título                                  | Exibição original      |
| -- | --------------------------------------- | ---------------------- |
| 1  | "Welcome to the Littlest Pet Shop"      | 4 de outubro de 2017   |
| 2  | "Welcome to the Cruise Ship"            | 11 de outubro de 2017  |
| 3  | "Welcome to the PetUltimate Apartments" | 18 de outubro de 2017  |
| 4  | "Welcome to the Fitness Center"         | 25 de outubro de 2017  |
| 5  | "Welcome to the Shake 'n Dry Salon"     | 1 de novembro de 2017  |
| 6  | "Welcome to Paw-Tucket Stadium"         | 8 de novembro de 2017  |
| 7  | "Welcome to Spin Class"                 | 15 de novembro de 2017 |
| 8  | "Welcome to Chill-Out Inn"              | 22 de novembro de 2017 |
| 9  | "Welcome to Paw-Tucket Park"            | 29 de novembro de 2017 |
| 10 | "Welcome to the Amusement Park"         | 6 de dezembro de 2017  |

#### Curtas de "Late Night Bev"
| #  | #  | Título                           | Exibição original       |
| -- | -- | -------------------------------- | ----------------------- |
| 11 | 1  | "Talent Search"                  | 20 de fevereiro de 2018 |
| 12 | 2  | "Unboxing Live!"                 | 27 de fevereiro de 2018 |
| 13 | 3  | "Hip-Hop Dance-Off!"             | 6 de março de 2018      |
| 14 | 4  | "Interview w/ Mac Hedgyhog"      | 13 de março de 2018     |
| 15 | 5  | "Bollywood Dance-Off!"           | 20 de março de 2018     |
| 16 | 6  | "Manny About Town"               | 27 de março de 2018     |
| 17 | 7  | "Ballet Dance-Off!"              | 3 de abril de 2018      |
| 18 | 8  | "Ice Dance-Off!"                 | 10 de abril de 2018     |
| 19 | 9  | "Interview w/ Savannah Cheetaby" | 17 de abril de 2018     |
| 20 | 10 | "Modern Dance-Off!"              | 24 de abril de 2018     |

### 1ª Temporada (2018)
| # | Título                                                           | Dirigido por      | Escrito por               | Exibição original                                           | Código de produção | Audência (em milhões) |
| --- | ---------------------------------------------------------------- | ----------------- | ------------------------- | ----------------------------------------------------------- | ------------------ | --------------------- |
| 1 | "O Melhor Amigo de um Pet é... (BR)" "A Pet's Best Friend Is..." | Gillian Comerford | Douglas Tuber e Tim Maile | 9 de abril de 2018 14 de abril de 2018 11 de junho de 2018  | 101                | 0.06                  |
| Roxie consegue se aproximar da estrela pop Savannah e ganha a simpatia dos pets mais esnobes de Paw-Tucket; Jade tenta avisar Roxie que eles só estão interessados em Savannah, mas ela não acredita.                                      |                                                                  |                   |                           |                                                             |                    |                       |
| 2 | "Quanto Melhor, Pior (BR)" "Pet, Peeved"                         | Gillian Comerford | Douglas Tuber e Tim Maile | 9 de abril de 2018 14 de abril de 2018 12 de junho de 2018  | 101                | 0.06                  |
| Quando as diferenças com Jade se tornam um problema, Roxie decide agradá-la, mas seus esforços só pioram a situação. |                                                                  |                   |                           |                                                             |                    |                       |
| 3 | "Roda Frustrante (BR)" "The Wheel Deal"                          | Gillian Comerford | Char Easton e Maggie Perr | 10 de abril de 2018 14 de abril de 2018 13 de junho de 2018 | 102                | 0.06                  |
| Roxie e seus amigos vão a um parque de diversões, onde Jade fica presa na roda gigante com Scoot, o guaxinim; Trip fica frustrado porque sua pequena estatura o impede de aproveitar os brinquedos do parque.                              |                                                                  |                   |                           |                                                             |                    |                       |
| 4 | "Na Calada da Noite (BR)" "In the Steal of the Night"            | Gillian Comerford | Professor Rich            | 11 de abril de 2018 14 de abril de 2018 14 de junho de 2018 | 102                | 0.06                  |
| Paw-Tucket sofre uma onda de roubos e todos os indícios apontam para Austin Roxie; Jade tenta provar que seu amigo não é o responsável pelos crimes.                                                                                       |                                                                  |                   |                           |                                                             |                    |                       |
| 5 | "O Desafinado (BR)" "Pitch Im-Purr-Fect"                         | Gillian Comerford | Nina Bargiel              | 12 de abril de 2018 21 de abril de 2018 15 de junho de 2018 | 103                | 0.06                  |
| Edie finalmente tem a chance de montar um coral para uma competição de canto de Paw-Tucket, mas quando Quincy pede para participar, revela ser um cantor terrível; Edie tenta evitar que Quincy estrague suas chances de vitória.          |                                                                  |                   |                           |                                                             |                    |                       |
| 6 | "A Grande Festa do Pijama (BR)" "The Big Sleep-Over"             | Gillian Comerford | Kelly D'Angelo            | 13 de abril de 2018 21 de abril de 2018 18 de junho de 2018 | 103                | 0.06                  |
| Roxie organiza a melhor festa de pijamas de todas para convencer Jade que a noite será divertida, mas tudo dá errado quando os convidados começam a discutir uns com os outros, e só param quando um desastre ainda maior estraga a noite. |                                                                  |                   |                           |                                                             |                    |                       |
| 7 | "A Arte do Desapego (BR)" "Let It Go (Not the Hit Song)"         | Gillian Comerford | Rachelle Romberg          | 16 de abril de 2018 28 de abril de 2018 19 de junho de 2018 | 104                | 0.06                  |
| Roxie acidentalmente doa um brinquedo muito importante para Jade. Como a amiga fica inconsolável, Roxie procura o brinquedo por toda a cidade.                                                                                             |                                                                  |                   |                           |                                                             |                    |                       |
| 8 | "Velozes e Peludos (BR)" "The Fast and Fur-ious"                 | Gillian Comerford | Ralph Greene              | 17 de abril de 2018 28 de abril de 2018 20 de junho de 2018 | 104                | 0.06                  |
| Petula e seus amigos arrogantes convocam um coelho veloz para vencer uma corrida. Roxie e seus amigos apostam que Austin pode vencer o coelho, mas ele é lançado para fora da pista. A turma forma uma equipe para substituí-lo.           |                                                                  |                   |                           |                                                             |                    |                       |
| 9 | "A Visita de Beau (BR)" "Slow Your Beau"                         | Gillian Comerford | Dave Polsky               | 18 de abril de 2018 5 de maio de 2018 21 de junho de 2018   | 105                | 0.05                  |
| Bev e seus amigos ficam empolgados com a visita de Beau, o poderoso produtor do programa de estilo de vida favorito de Edie, mas descobrem que ele está longe de ser uma celebridade.                                                      |                                                                  |                   |                           |                                                             |                    |                       |
| 10 | "Quincy Corajoso (BR)" "A Brave New Quincy"                      | Gillian Comerford | Jordana Arkin             | 19 de abril de 2018 5 de maio de 2018 22 de junho de 2018   | 105                | 0.05                  |
| Quincy perde a memória depois de uma pancada na cabeça, então Trip aproveita a oportunidade para convencer Quincy de que ele é ousado e aventureiro.                                                                                       |                                                                  |                   |                           |                                                             |                    |                       |
| 11 | "All Decked Out"                                                 | Gillian Comerford | Douglas Tuber e Tim Maile | 20 de abril de 2018 12 de maio de 2018 1 de junho de 2019   | 106                | 0.04                  |
| 12 | "Bev on the Edge"                                                | Gillian Comerford | Whitney Ralls             | 23 de abril de 2018 12 de maio de 2018 1 de junho de 2019   | 106                | 0.04                  |
| 13 | "The Call of the Mild"                                           | Gillian Comerford | Rick Williams             | 24 de abril de 2018 19 de maio de 2018 1 de junho de 2019   | 107                | 0.05                  |
| 14 | "Four Left Feet"                                                 | Gillian Comerford | Heather Nuhfer            | 25 de abril de 2018 19 de maio de 2018 1 de junho de 2019   | 107                | 0.05                  |
| 15 | "Copycats, Copy-Dogs & Copy-Iguanas"                             | Gillian Comerford | Kara Lee Burk             | 26 de abril de 2018 26 de maio de 2018 1 de junho de 2019   | 108                | 0.06                  |
| 16 | "The Imitation Game"                                             | Gillian Comerford | Steve Aranguren           | 27 de abril de 2018 26 de maio de 2018 1 de junho de 2019   | 108                | 0.06                  |
| 17 | "The Purr-fect Storm"                                            | Gillian Comerford | Kate Leth                 | 2 de junho de 2018 1 de junho de 2019                       | 109                | 0.05                  |
| 18 | "Spooky Tails"                                                   | Gillian Comerford | Douglas Tuber e Tim Maile | 2 de junho de 2018 9 de junho de 2018 1 de junho de 2019    | 109                | 0.09                  |
| 19 | "Crystal Fever"                                                  | Gillian Comerford | Julia Prescott            | 2 de junho de 2018 1 de junho de 2019                       | 110                | 0.05                  |
| 20 | "So Trip Thinks He Can Dance?"                                   | Gillian Comerford | Jenna Martin              | 9 de junho de 2018 1 de junho de 2019                       | 110                | 0.09                  |
| 21 | "Fine, Feathered Fortune Teller"                                 | Gillian Comerford | Professor Rich            | 16 de junho de 2018 1 de junho de 2019                      | 111                | 0.05                  |
| 22 | "Scrappers Keepers"                                              | Gillian Comerford | Kelly D'Angelo            | 16 de junho de 2018 1 de junho de 2019                      | 111                | 0.05                  |
| 23 | "Bev Rolls with It"                                              | Gillian Comerford | Rachelle Romberg          | 19 de junho de 2018 23 de junho de 2018 1 de junho de 2019  | 112                | ASD                   |
| 24 | "CEO Trip"                                                       | Gillian Comerford | Ralph Greene              | 20 de junho de 2018 23 de junho de 2018 1 de junho de 2019  | 112                | ASD                   |
| 25 | "The Incredible Roman and Ray"                                   | Gillian Comerford | Char Easton e Maggie Parr | 21 de junho de 2018 30 de junho de 2018 1 de junho de 2019  | 113                | ASD                   |
| 26 | "Paw It Forward"                                                 | Gillian Comerford | Jordana Arkin             | 22 de junho de 2018 30 de junho de 2018 1 de junho de 2019  | 113                | ASD                   |

## Transmissão
| País                         | Canal            | Estreia               | Título | Ref.  |
| ---------------------------- | ---------------- | --------------------- | --- | ----- |
| França                       | TiJi             | 9 de abril de 2018    | Littlest Petshop : Un monde à nous !                                                                              |       |
| Estados Unidos               | Discovery Family | 14 de abril de 2018   | Littlest Pet Shop: A World of Our Own                                                                             | [ 1 ] |
| Rússia                       | Karusel          | 12 de maio de 2018    | Маленький зоомагазин. Тайный мир питомцев                                                                         |       |
| Polónia                      | MiniMini+        | 28 de maio de 2018    | Littlest Pet Shop: Nasz własny świat                                                                              |       |
| Canadá                       | Treehouse TV     | 2 de junho de 2018    | Littlest Pet Shop: A World of Our Own                                                                             |       |
| Brasil                       | Discovery Kids   | 11 de junho de 2018   | Littlest Pet Shop: Nosso Mundo                                                                                    | [ 2 ] |
| Estónia · Letônia · Lituânia | KidZone Plus     | 11 de junho de 2018   | Littlest Pet Shop. Meie oma maailm Mazākais zooveikals: Mūsu pasaule Mažųjų gyvūnėlių krautuvė: Nuosavas pasaulis |       |
| Países Baixos                | RTL Telekids     | 23 de junho de 2018   | Littlest Pet Shop: A World of Our Own                                                                             |       |
| Argentina · Chile            | Discovery Kids   | 7 de julho de 2018    | Littlest Pet Shop: Nuestro Mundo                                                                                  |       |
| México                       | Discovery Kids   | 9 de julho de 2018    | Littlest Pet Shop: Nuestro Mundo                                                                                  |       |
| Colômbia                     | Discovery Kids   | 28 de julho de 2018   | Littlest Pet Shop: Nuestro Mundo                                                                                  |       |
| Ucrânia                      | PlusPlus         | 1 de setembro de 2018 | Маленький зоомагазин. Наш власний світ                                                                            |       |
| Reino Unido                  | POP              | 3 de setembro de 2018 | Littlest Pet Shop: A World of Our Own                                                                             |       |